# IVR
IVR (англ. Interactive Voice Response), интерактивное голосовое меню — система предварительно записанных голосовых сообщений, выполняющая функцию маршрутизации звонков внутри call-центра или УПАТС с использованием информации, вводимой клиентом на клавиатуре телефона с помощью тонального набора. Озвучивание IVR — важная составляющая успеха работы коммерческой организации или call-центра. Правильно подобранное сочетание музыкального сопровождения, голоса диктора и используемой лексики создаёт благоприятное впечатление от звонка в организацию. Маршрутизация, выполняемая с помощью IVR-системы, обеспечивает правильную загрузку операторов продуктов и услуг компании.

## Описание
Примеры стандартных начальных сообщений:

Здравствуйте! Вы позвонили в компанию АБВ-ком. Нажмите 1 — если хотите узнать о тарифах и условиях подключения, 2 — если хотите уточнить детали своих платежей, 3 — узнать о состоянии своего счета. Если хотите передать факс — просто нажмите СТАРТ на своём факсимильном аппарате. Спасибо!
Важной составляющей IVR для организации входящих звонков call-центра также является интерактивная очередь. При таком сценарии каждый позвонивший соединяется со свободным оператором, а если все операторы заняты слышит сообщение об этом с просьбой подождать на линии, и информацию о его порядковом номере в очереди.
Наиболее передовой технологией является IVR в сочетании с независимым от особенностей голоса абонента распознаванием речи. Это значит, что любой дозвонившийся — мужчина, женщина или ребёнок могут вызывать субменю, расширения, абонентов просто голосом. В таких интерактивных меню действуют модули, распознающие запросы по имени, отчеству и фамилии, названию отдела, произнесению комбинаций цифр, а также и традиционные тональные сигналы (DTMF).
На базе IVR могут быть построены автоинформационные системы, имеющие своей целью предоставить информацию позвонившему абоненту без привлечения оператора Call-центра. Например, информацию о балансе абонента.
Современные IVR-технологии позволяют создавать Голосовые порталы. Голосовой портал — высокотехнологичный маркетинговый инструмент, состоящий из комплекса различных интерактивных сервисов, ориентированных на потребителей товаров и услуг владельца портала.